# Saarilahdensaari (ö, lat 64,52, long 29,90)
Saarilahdensaari är en ö i Finland. Den ligger i sjön Juortananjärvi och i kommunen Kuhmo i den ekonomiska regionen  Kehys-Kainuu  och landskapet Kajanaland, i den östra delen av landet, 500 km nordost om huvudstaden Helsingfors. Öns area är 0,6 hektar och dess största längd är 120 meter i sydväst-nordöstlig riktning.